# لوكاس غريل
لوكاس غريل (بالألمانية: Lukas Grill) (9 فبراير 1993 بألمانيا - ) هو لاعب كرة قدم ألماني في مركز الدفاع. لعب مع بايرن ميونخ الثاني وMjällby AIF ‏.

## روابط خارجية
- لوكاس غريل على موقع اتحاد السويد (السويدية)
- لوكاس غريل على موقع قاعدة بيانات كرة القدم.إي يو (الإنجليزية)
- لوكاس غريل على موقع بيانات كرة القدم. دي إي (الألمانية)